# Cyril Baille
Cyril Baille (* 15. září 1993 Pau) je francouzský ragbista hrající na postu levého pilíře. Hraje za klub Stade Toulouse. Vyhrál s ním pětkrát francouzskou ligu (2019, 2021, 2023, 2024, 2025). V roce 2021 a 2024 zvítězil i v Evropském poháru mistrů. 
S francouzskou reprezentací vyhrál Six Nations v roce 2022 a 2025. Zúčastnil se MS 2019 a MS 2023. V roce 2023 byl World Rugby vybrán do nejlepší ragbyové sestavy světa.
Vyučil se tesařem. Je ambasadorem jedné charity, co pomáhá lidem se srdečními nemoci. 